# Orsa deleta
Orsa deleta là một loài bướm đêm trong họ Noctuidae.